# Jarosławiec (gmina)
Jarosławiec (od 1925 Uchanie) – dawna gmina wiejska istniejąca do 1925 roku na Lubelszczyźnie. Siedzibą władz gminy był Jarosławiec.
Za Królestwa Polskiego gmina Hrubieszów należała do powiatu hrubieszowskiego w guberni lubelskiej. Jednostka należała do sądu gminnego okręgu I w Wojsławicach. Miała 16502 mórg obszaru i liczyła 6460 mieszkańców (1867 rok). 13 stycznia 1870 do gminy przyłączono pozbawione praw miejskich Uchanie.
W 1919 roku gmina Jarosławiec weszła w skład polskiego woj. lubelskiego. 18 grudnia 1925 roku gminę przemianowano na Uchanie.